# 鶴瓶のうるさすぎる新年会
鶴瓶のうるさすぎる新年会（つるべのうるさすぎるしんねんかい）は、2015年1月1日にフジテレビ系列の21:00 - 23:30（JST）で放送されていた特別番組（バラエティ番組）。笑福亭鶴瓶の冠番組。

## 概要
2006年から2011年まで放映されていた「新春 鶴瓶大新年会」が前身であったが、これ以降は4年間番組を休止されていた。2015年1月1日に「鶴瓶のうるさすぎる新年会」として再開。視聴率は3.6％（ビデオリサーチ調べ、関東地区・世帯）を記録し、同時間帯の在京キー局番組で最下位となってしまった。

## 出演

### 主催者
- 笑福亭鶴瓶

### アシスタント
- ローラ

### ゲスト
2015年
- ゲスト：綾小路きみまろ、飯尾和樹（ずん）、オアシズ（光浦靖子・大久保佳代子）、大島優子、竹山隆範、草彅剛（当時:SMAP）、ココリコ（遠藤章造・田中直樹）、鈴木福、ダチョウ倶楽部（肥後克広・寺門ジモン・上島竜兵）、DJ KOO、天童よしみ、爆笑問題（太田光・田中裕二）、白鵬、ハライチ（澤部佑・岩井勇気）、ヒロミ、ベッキー、Mr.マリック
- 宴会芸たち：あかつ、いつもここから、井上和夫（元高知県職員）、ウエストランド、エハラマサヒロ、蛭子能収、お宮の松&ダイオウイカ夫&赤P-MAN、黒沢かずこ（森三中）、GO!皆川、紗綾、谷+1。、遠野なぎこ、とろサーモン久保田、永野、中村愛、新垣隆、土方兄弟、ボルトボルズ、増谷キートン&ハブ、マッハスピード豪速球、ミスターちん、薬師寺ツマ子、山中章子（フジテレビアナウンサー）、ゆんぼだんぷ、ラフレクラン、レイザーラモンRG、レギュラー
- VTR出演（スター宴会芸）
  - 『デート〜恋とはどんなものかしら〜』：杏
  - 『ゴーストライター』：中谷美紀、水川あさみ、三浦翔平、キムラ緑子
  - 『残念な夫。』：玉木宏
  - 『問題のあるレストラン』：真木よう子、東出昌大、高畑充希、菅田将暉、安田顕（TEAM NACS）

### ナレーション
- 田子千尋

## 主なスタッフ
2015年
- 作・構成：堀江利幸、小川浩之、北本かつら、酒井健作、安部裕之、松本建一、尻谷よしひろ
- ナレーション：田子千尋
- TP：児玉洋
- TM：高瀬義美
- SW：宮崎健司
- CAM：小出豊
- VE：齋藤雄一
- 音声：本間祥吾
- 照明：小林敦洋
- バーチャルCG：岡本英士、武村吉雄、石井晶子、高橋栄典
- AR／VR：渡辺幸範
- Mocap：大津岳
- 振付け：HARU
- マルチバックス：大高貢、持田史高
- 美術制作：棈木陽次、平岡慶大
- デザイン：宮川卓也
- 美術進行：矢野雄一郎
- 大道具：内堀圭一
- アクリル装飾：國母淳一
- アートフレーム：菅沼和海
- 電飾：林将大
- 装飾：菊地誠
- アレンジ：山寺由美
- 植木装飾：後藤健
- 視覚効果：猪又悟
- 衣裳：佐伯友子
- 持道具：市橋理恵
- かつら：佐野泰葉
- メイク：山田かつら
- フードコーディネーター：amacoven
- 編集：井上三郎
- MA：足達健太郎
- 音効：北澤寛之
- CGディレクター：鈴木鉄平
- CGデザイン：一柳彩乃
- CG制作：RiceField.Inc
- 技術協力：IMAGICA、ライブグラフィックス
- 音楽製作協力：LanceEntertainment
- 音楽製作：宇佐美十章
- 広報：瀧澤航一郎
- 編成：加藤達也
- リサーチ：BLUE MOUNTAIN
- 企画協力：デンナーシステムズ（クレジット表記なし）
- 制作協力：ガッツエンターテイメント
- AP：岩田恵、柴垣早智子、島田源太郎、廣中ゆかり
- プロデューサー：安西義裕、青木広美、松本祐紀
- 演出：加藤智章、長久弦
- チーフプロデューサー：中嶋優一
- 制作：フジテレビ